# الحملة العثمانية على الأحساء 1871
الحملة العثمانية على الأحساء هي حملة عسكرية شنها العثمانيون بقيادة والي بغداد مدحت باشا سنة 1871 على شرق الجزيرة العربية بهدف الاستيلاء على مدينتي الاحساء والقطيف التابعتين لإمارة نجد والتي كانت تعاني من حرب أهلية دائرة بين أبناء الإمام فيصل. فقد أدركت السلطات العثمانية بعد انسحاب القوات المصرية من الجزيرة العربية سنة 1840-1843م أهمية تلك الأراضي الاستراتيجية، فراودهم الأمل بالعودة لاحتلالها من جديد. لكن ولاة العراق لم يحاولوا تغيير الأوضاع المحلية داخل الجزيرة العربية، حتى أتى مدحت باشا الذي وجد في الصراع بين الأخوين عبد الله وسعود أبناء الإمام فيصل بن تركي آل سعود على الحكم فرصة سانحة لاحتلال الأحساء ونجد، وجعل الأحساء قاعدة للتوسع وفرض الهيمنة على مياه الخليج في مقارعة للنشاط الإنجليزي هناك. انطلقت الحملة بعد طلب عبد الله بن فيصل المساعدة في استعادة السيطرة على نجد من أخيه سعود، وضمت معها حاكم الكويت الشيخ عبدالله الصباح وشقيقه الشيخ مبارك الصباح وشيخ المنتفق ناصر باشا السعدون وانتهت بسقوط الاحساء وتأسيس لواء نجد.

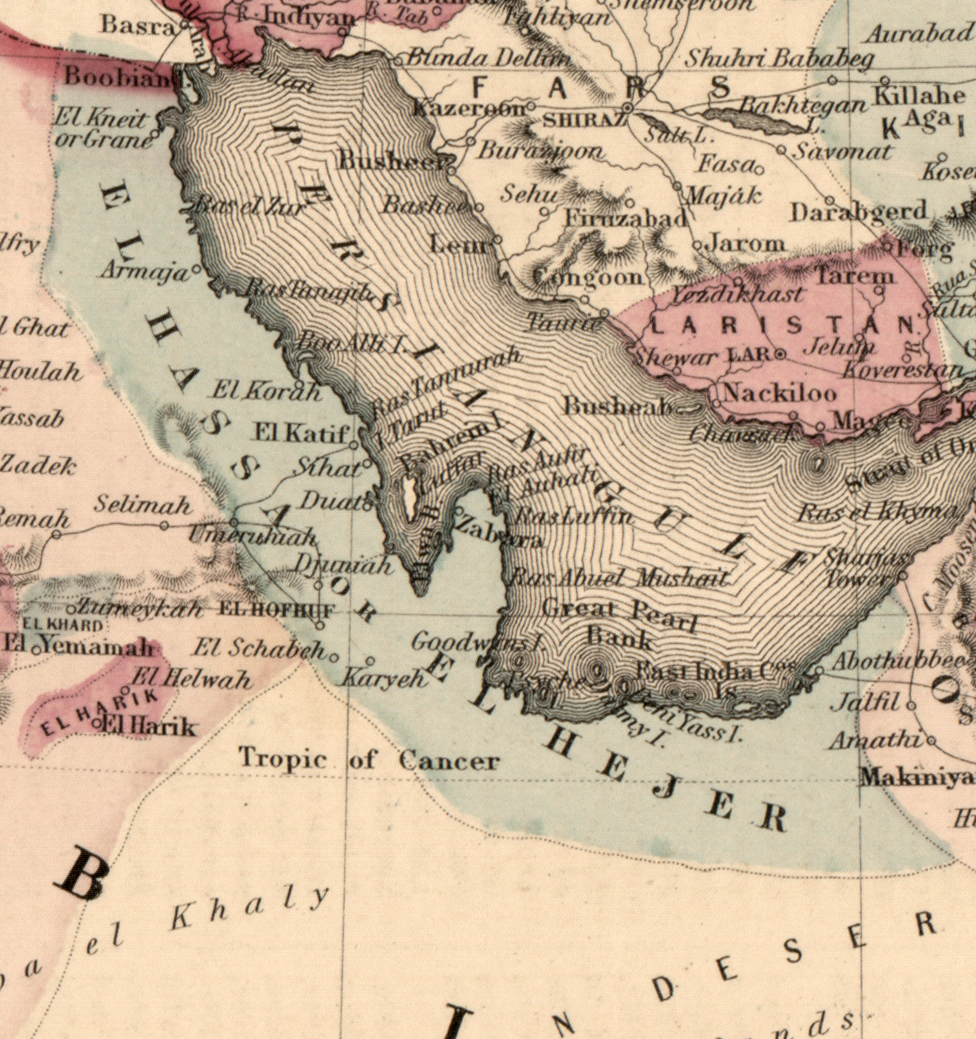
خريطة قدبمة لسواحل الخليج العربي

## البداية

### النزاع بين الأخوين عبد الله وسعود
بعد وفاة الإمام فيصل بن تركي آل سعود تولى ابنه الأكبر عبد الله الحكم من بعده، إلا أن ذلك لم يكن ليرضي أخاه سعود الذي كان وقتها حاكمًا إقليميًا على جنوب الرياض وعاصمتها الخرج، فخرج على أخيه، فظهر جليًا أن البادية مع سعود، بينما الحاضرة والمدن التي تتبع الدولة السعودية وقفت مع عبد الله. فاندلعت بينهما الحروب، حتى تمكن سعود من السيطرة على الأحساء والقطيف، فأنتزعها سنة 1287هـ/1870م، ثم ضيق على أخيه الخناق حتى استولى على الرياض وأخرجه من نجد، مما اضطر عبد الله إلى طلب المساعدة من الأمير بندر ابن رشيد في حائل الذي اعتذر، ثم طلب المساعدة من قبائل سبيع ومطير، ولكن جهوده لم تثمر بشيء. وعندما ضاقت به السبل لجأ إلى عبد الله الصباح شيخ الكويت كي يتوسط له عند السلطات العثمانية في بغداد، فأمر مبعوثه إلى العراق «عبد العزيز بن عبد الله أبابطين» أن يمر في طريقه بالكويت كي يطلب المساعدة من شيخها الذي تربطه بسلمان بك متصرف البصرة روابط قوية. فزوده الشيخ بكتاب إلى المتصرف لمساعدته. فتابع الرسول سيره إلى البصرة حيث زوده المتصرف بوصية منه إلى مدحت باشا والي بغداد، وعندما قابل الوالي شرح له مهمته وسأله المساعدة لمواجهة تمرد سعود وانقاذ الإمارة مقابل التبعية للدولة العثمانية ودفع الخراج السنوي. وقد كانت نتائج ذلك الصراع هو فتح الباب للتدخل الخارجي المتمثل بالدولة العثمانية والإنجليز وإمارة جبل شمر

### رد فعل العثمانيين
بعد أن أرسل حاكم نجد عبد الله آل سعود إلى والي بغداد يستنجد به، أرسل العثمانيون إلى قائمقام الكويت الشيخ عبد الله الصباح الذي دخل في حماية العثمانيين حديثًا أن يزودها بمعلومات عن طبيعة هذا الصراع، فأرسل إليهم بأن عبد الله اتجه إلى مسقط مع جيش قوي، ولكنه لم يتجاسر على التقدم أكثر، فاضطر إلى التراجع نحو الأحساء. أما أخوه سعود وحليفه عزان فقد حصلا على دعم الإنجليز وشرعا في مواجهته. فاستجاب مدحت باشا لطلب الأمير عبد الله لإبعاد نجد عن تطلعات الإنجليز وتحجيم نفوذهم في الخليج، وأرسل الباشا عدد من ضباطه متنكرين بصفة تجار على متن سفينة إسمها عسير إلى سواحل الأحساء والبحرين للإطلاع على الأوضاع عن قرب، فوصلت السفينة إلى القطيف أولا في أكتوبر 1870م، والتقى الضباط في القطيف والبحرين وقطر ومسقط بعدد كبير من شيوخ القبائل، وتمكنوا من خلالها رصد تحرك قوات سعود ومعرفة حجم تلك القوات، والتعرف على طبيعة المنطقة ومعرفة المكان المناسب لنزول جنود الحملة العثمانية. وبعدها عاد الضباط إلى بغداد أواسط ديسمبر 1870 حيث عرضوا تقريرٌا مفصلا على والي بغداد، وذكروا أيضا أن بريطانيا تبث سمومها في المنطقة، فتشعل العداوة بين جميع زعماء المنطقة. ولكي يسبغ الصفة القانونية على طلب الأمير عبد الله النجدة أرسل الباشا إلى الباب العالي يشتكي أنه لا توجد تعليمات لاتخاذ تدابير في مواجهة تحركات الإنجليز وكبح جماح سعود، وأنه لا يمكن نشر الأمن في نجد والأحساء إلا بإرسال عساكر إلى المنطقة، ودعم فرضيته بالتقرير التجسسي من السفينة عسير. فاستصدر إعلانًا من الباب العالي بتبعية نجد للدولة العثمانية واعتبار الأمير عبد الله قائمقام عليها. وما ساعد على اصدار ذلك الإعلان من الباب العالي هو نجاح العثمانيين في قمع التطلعات الاستقلالية في اليمن وعسير، وهيمنتهم على المنطقة، وذلك شجعهم على أن يجربوا حظهم في شرق الجزيرة العربية وإصدار الأوامر إلى مدحت باشا للقيام بحملة عسكرية.

### الدور البريطاني
أثبت الإنجليز أنهم كانوا يشجعون سعود بن فيصل على التمرد ضد أخيه أو على الأقل لم يقفوا عائقا أمام تحقيق أهدافه، ولقد أفاد أحد أتباع سعود إلى القنصل البريطاني في بغداد بأن سعود كان يكرر دائما قوله:« بأن سعود لن ينسى العطف الذي لقيه من قبل المسؤولين البريطانيين أثناء أقامته في البحرين». واتهم عبد الله في رسالة منه إلى الخديوي إسماعيل بأن المقيم السياسي البريطاني في الخليج لويس بيلي يمد أخيه سعود بالذخيرة والنقود بواسطة أهل البحرين. وقد قدم مدحت باشا والي بغداد تقريرًا إلى الباب العالي ذكر فيه:«أن سعود وعزان قد حصلا على دعم الإنجليز وشرعا في مواجهة عبد الله، لهذا الغرض أرسلت بريطانيا إلى سواحل الأحساء ست قطع بحرية». وكان مدحت باشا على قناعة بأن سعود مدعوم ماديًا وفعليا من الإنجليز، وفي حال استيلائه على منطقة نجد، فإن سواحل الخليج الغربية حتى شط العرب سوف تنزع من أيدي العثمانيين، وبالتالي فإن استيلاء الإنجليز على المنطقة الواقعة مابين مسقط إلى البصرة يجعل من خليج البصرة وحتى مستقبل العراق رهينة بيدهم.
وفي أبريل 1871م كتب سعود -حاكم الرياض- إلى بيلي يشكو إليه من أن الكويت انضمت إلى الحملة وأنها تقوم بعمليات عسكرية ضده، وهذا يتناقض مع السلم البريطاني، فطالبه بالتدخل لمنع الكويت من فعل ذلك. فإن ترك القنصل البريطاني الكويت تفعل ما تشاء في مياه الخليج ضد سعود، فعلى الإنجليز ألا يعترضوا على عمليات سعود ومن معه ضد الكويت. فأرسل بيلي إلى حكومة الهند مقترحًا بمنع الكويت من إرسال سفنها مع الحملة العثمانية، أما في حال السماح لها بذلك فقد اقترح أن يسمح لسعود القيام بعمليات بحرية عسكرية من جانبه. وهذا ما وافقت عليه حكومة الهند لأن الدولة العثمانية وشيخ الكويت وسعود غير متعاهدين مع بريطانيا، وليس من حق بريطانيا أن تعاملهم بمثل ما تعامل به البحرين التي أرغمتها على عدم الاشتراك في هذه الحرب. وفي الوقت نفسه تجاهلت السلطات البريطانية عرض سعود بن فيصل بوضع ساحل البحرين تحت حمايتها، وذلك لمنع الاشتباك المباشر مع العثمانيين.

## ما قبل الحملة العسكرية

### سرية الحملة

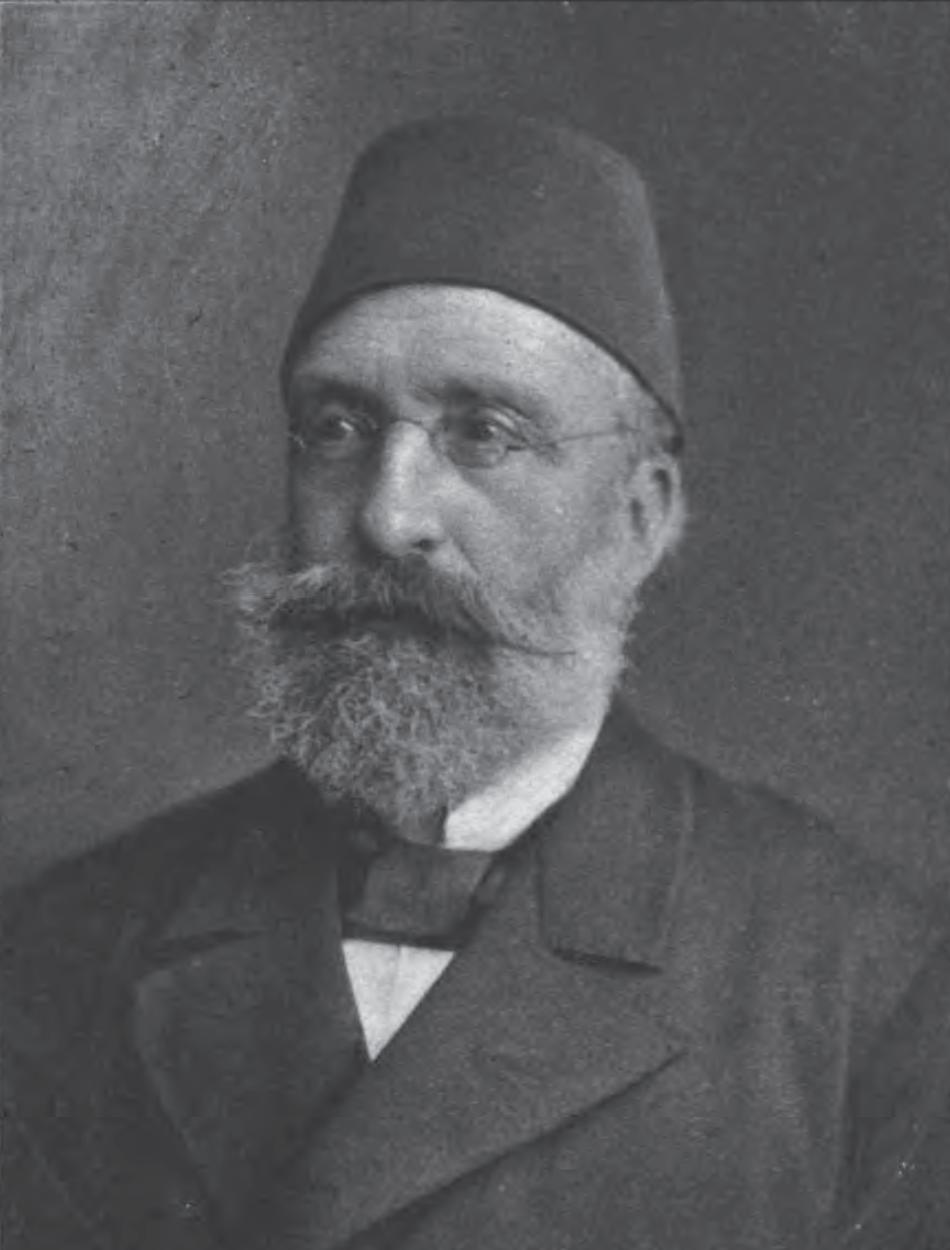
مدحت باشا. والي بغداد 1868-1872

لكي ينجح مدحت باشا في حملته، أحاط اتصالاته بالأمير عبد الله بسياج من السرية، ومنع موظفيه من زيارة القنصلية البريطانية في بغداد خشية إفشاء الأسرار، وقد تمكن من منع وصول أخبار الحملة. إلا أن أخبار تلك الاتصالات سرعان ماوصلت إلى الإنجليز عن طريق خديوي مصر «الخديوي إسماعيل» الذي أخبر ستانتون القنصل العام البريطاني في ديسمبر 1870 بأن حملة تعد للإرسال إلى الخليج العربي لإقامة حكم تركي مباشر على بعض المناطق الواقعة على الساحل العربي للخليج، فطار القنصل بالخبر إلى لندن وإلى السفير البربطاني في الأستانة. فبعث «جرانفيل» وزير خارجية بريطانيا إلى سفيره في الأستانة السير «هنري إليوت» والقنصل البريطاني في بغداد «هربرت» مستفسرُا عن ذلك. فأكد كلاهما في يناير 1871م أن لا أساس لصحة تلك المعلومات، حتى أن هربرت أعلم حكومته أنه لم يشاهد أي استعدادات في بغداد، ولكن هناك شائعات تدور حول إرسال أربعة سفن عثمانية إلى الخليج في وقت قريب. فبعث إليوت برسالة إلى وزير خارجيته في 22 فبراير 1871م يخبره فيها أنه بناءً على الرسالة التي تلقاها من هربرت في بغداد، فقد قام بنفسه بسؤال الصدر الأعظم عالي باشا الذي أكد له بأن ليست هناك نية لاحتلال أي مركز في الخليج أو القيام بحملة عسكرية. ومع ذلك ظلت بريطانيا تساورها الشكوك، ثم تبين لسفيرها في الأستانة بعد مقابلته للصدر الأعظم أواخر مارس 1871م صحة تلك الشكوك، فقد أكد عالي باشا أن عبد الله قائمقام نجد، ولا يمكن للباب العالي أن ينظر دون اكتراث للعدوان الذي يواجهه. فأبرق إليوت في بداية أبريل إلى الخارجية البريطانية وإلى هربرت يخبرهم بموافقة الباب العالي على طلب المساعدة التي تقدم بها عبد الله آل سعود، إلا أن إليوت أكد في نفس الوقت أنه حصل من الصدر الأعظم على تأكيدات جديدة بأن العثمانيين لا ينوون القيام بعمليات بحرية في الخليج، ولكن نظرًا لصعوبة إرسال الحملة عبر الصحراء، لذا فإنها ستنقل قواتها بحرًا إلى وجهتها.

### اضفاء الشرعية
أضفى مدحت باشا صفة رسمية وشرعية على حملته، وذلك بادعائه إنقاذ عامل من عمال الدولة العثمانية تعرض إلى خطر، أما الهدف الحقيقي من الحملة فهو ضم الأحساء ونجد إلى ممتلكات الدولة العثمانية. وقد كتب إلى الباب العالي في مارس 1871م منوهًا بإمكانية ربط القطيف والأحساء بلواء المنتفق مما يدر على خزينة الدولة إيرادات تبلغ مئتي ألف ريال سنويا. في حين كانت بريطانيا تراقب التحركات بعد أن عقدت سنة 1861م اتفاقية حماية مع إمارات الساحل المهادن ومسقط والبحرين، فمكنها من الهيمنة على مياه الخليج بحجة منع القرصنة وتجارة الرقيق، لكنها رأت أن القوة العثمانية في هذه المنطقة ستنازعها في هيمنتها، لذا اتخذت كل ما من شأنه تحييد الحملة على الأحساء ومنع خروجها، إلا أن الوقت قد فات. فبناءًا على المعلومات التي أرسلها هربرت إلى الحكومة البريطانية في الهند بتاريخ 17 أبريل 1871م أن تجهيز الحملة قد اكتمل وأن العد التنازلي لانطلاقها قد بدأ. فاقتنع الإنجليز بأن الحملة سوف تشمل السواحل ومنطقة نجد، لذلك فإن جهودهم ستنصب في مراقبة الحملة العثمانية لمنع امتدادها إلى البحرين أو مناطق نفوذهم. فما دام العثمانيون لم يتعرضوا لتلك السيادة أو تلك البلدان، فإن موقف الإنجليز في الخليج هو موقف المراقب.

### تجهيز الحملة وتمويلها
في 4 محرم 1288هـ/25 مارس 1871م وافق السلطان على توجيهات مجلس وزرائه بدعم عبد الله آل سعود ضد أخيه سعود، وتخويل مدحت باشا تنفيذ المهمة العثمانية ببسط السيطرة على المنطقة، وخصص لها مبلغ 20 ألف كيسة -الكيسة الواحدة = 500 قرش- لصرفها على القضية النجدية. فبدأ مدحت باشا التحضيرات بنفسه، وقام بجلب عساكر من حلب والدير إلى بغداد، فتمكن من جمع ثلاثة طوابير من الطلائع (3000) وطابورين من المشاة (2000 جندي) ومئة من الفرسان وعدد من الضبطية، وقيل أن الحملة تكونت من 3000 جندي نظامي وألفين من الفرسان العرب وتسعة مدافع ميدان، وقيل احتوت القوة البرية على فرقة من الفرسان، وخمسة طوابير من المشاة معززة بعدد من رجال المدفعية، كما خرج مع الحملة عدد كبير من رجال العشائر العراقية فيهم نحو ألف من المنتفق بقيادة ناصر باشا السعدون. ومقدر لتلك العساكر أن تنتشر في المناطق الخالية التي تبعد 5-6 ساعات عن القطيف، وبما أن نقلهم يكون عن طريق القوارب والدواب، فقد أرسلت الحكومة مع العساكر 300 من بغالها. في الوقت نفسه كانت الباخرتان العثمانيتان «لبنان» و«الإسكندرية» تسرعان عبر قناة السويس وباب المندب إلى الخليج للمشاركة في نقل الحملة إلى رأس تنورة. أما أبرز السفن العثمانية في القوة البحرية فكانت «بورصة» وهي مسلحة ب 23 مدفعًا، والسفينة «نينوى» وعلى ظهرها أربعة مدافع كبيرة، وباخرة خشبية قديمة استخدمت للحراسة «خوجة بك» عليها 18 مدفعًا، بالإضافة إلى 3 سفن وهي آثور وآلوس «كانت قد تعطلت ثم أصلحت لاحقا في البصرة» وهوجدبت نوروتي، فتسليحها كان 4-6-12 مدفعًا. كما انضم إلى الحملة إسطول الكويت المؤلف من سفن شراعية لنقل المؤنة واللوازم الحربية -ذكر لوريمر ان عددها 300 سفينة أهلية في حين ذكر خزعل أنها 80 سفينة- ولكنها كانت على جانب كبير من الأهمية للحملة لخبرة الكويتيين بمياه الخليج. ثم أتت الأوامر من الباب العالي بأن يتحرك نافذ باشا بجنده من بغداد ويتجمع في الفاو، وبعد شحن المؤونة والذخيرة الموجودة في البصرة يتوجهون بواسطة السفن إلى سواحل القطيف.
لذكر الأمور المالية للحملة ومصادر تمويلها وكيفية الصرف عليها، فبعد أن أسند الوالي إلى نافذ باشا قيادة الحملة أخبره أن الإمام عبد الله الفيصل على استعداد لدفع مبلغ من المال لتغطية تكاليف القوة العسكرية التي سوف تمده الدولة، ويكون المبلغ متفقًا عليه مع قيادة الحملة، إضافة إلى تحديد مبلغ من المال يؤخذ من سكان الأحساء والقطيف لتغطية جزء من تكاليف الحملة. أما ما يتعلق بقوة الخيالة من العشائر المرافقة للجيش العثماني فلا يدفع لهم شيء سوى تزويدهم بعلف لخيولهم، في حين أن المشايخ والرؤساء المشاركين في الحملة تصرف لهم كميات من الرز فقط.

## الحملة

### بدء الحملة
في يوم 2 صفر 1288هـ/20 أبريل 1871م تحركت الحملة من بغداد بواسطة السفن النهرية «الموصل» و«ديالى» والإشلبات. ثم توقفت الحملة في مدينة العمارة، فجرى تعزيزها بألف مقاتل من المنتفق، وبعدها تحركت في 23 أبريل إلى البصرة حيث أفرغت البواخر النهرية حمولتها. ولم يمض إسبوع حتى اكتمل تجمع قوات الحملة، فتحركت برًا إلى الفاو، حيث قامت السفن البحرية بتحميلهم ونقلهم في 6 مايو، فحملت باخرة حربية عثمانية عددًا يتراوح من 400-500 جندي على ظهرها في طريقها نحو الكويت، فتبعتها باقي السفن تحمل عددًا أكبر من المشاة. ثم التقت القوات البحرية مع البرية من المدفعية والخيالة في الكويت يوم 8 مايو 1871م، فعند وصولها خرج إليها شيخ الكويت وكافة الأهالي والعشائر واستقبلوا العساكر على ساحل البحر، وذبحوا الأغنام فرحًا لقدومها، وخيمت الحملة في الجهة الشرقية من مدينة الكويت، وبقيت فيها يومًا واحدًا تحمل الفرسان المتطوعين من عرب الكويت، وقاد حاكمها الشيخ عبد الله إسطوله لمساعدة الحملة لنقل المعدات والذخائر، في حين تولى أخوه الشيخ مبارك الصباح قيادة القوة البرية. فتولى قيادة البحرية نافذ باشا يرافقه محمد سعيد أفندي ابن نقيب أشراف البصرة ومنصور باشا وناصر باشا السعدون، ومعهم شيخ الكويت يقود سفنه. ووصل الإسطول البحري إلى رأس تنورة يوم 23 صفر 1288هـ/13 مايو 1871م (ذكر لوريمر أنهم وصلوا يوم 26 مايو) فأنزل قواته في اليوم التالي والتقى مع القوة البرية، ثم أرسل قوة التحري والاستطلاع للكشف عن المناطق الغربية من الطريق الذي سوف تسلكه. وعندما توقفت القوة قريبا من بلدة صفوى حضر شيخها «سليمان بن داود» إلى المعسكر العثماني وأعلن خضوعه، وأخبرهم بأن سكان القرى المحيطة بالمنطقة داخلهم الخوف عند علمهم بوصول القوة العثمانية فتسلحوا واحتشدوا للدفاع عن أنفسهم وممتلكاتهم، لكن القيادة العثمانية طمأنت الشيخ بأن ليس في نيتهم التعرض لأي أحد لا يعاديهم، وأنهم جاءوا لتحقيق الأمن والنظام وحماية السكان من أي تسلط، وعندما علم الأهالي بذلك رحبوا بالحملة العثمانية، ثم توجهت الحملة نحو القطيف.

### احتلال القطيف
تحركت الحملة صوب القطيف في محل يسمى الخنزية، فوصلتها يوم 7 ربيع الأول/26 مايو فلم يجدوا أمامهم مقاومة تذكر، فاستسلمت القطيف ودخلوها سلمًا عدا قلعتها التي تحصن بها «عبد العزيز السديري» عامل سعود الذي رفض الاستسلام وانه مصر بالدفاع عن القلعة، وإمعانًا في الدفاع عن المدينة هدم كل المباني المحيطة بالقلعة كي يعيق تقدم القوات العثمانية. فأرسل إليه الباشا نقيب زاده سيد محمد سعيد أفندي مبعوثًا عنه مرتين في محاولة لإيجاد سبيل للتفاهم ولكن لا نتيجة. وبعدها أرسل مجموعة من الضباط بلباس مختلف حتى يتمكنوا من جمع المعلومات، وبعد التقصي اتضح أن قوات السديري غير كافية إلا أنه شديد الوفاء لسعود، وبالتالي لا يمكن تسليم القرية بدون قتال. فحاصر نافذ باشا القطيف بواسطة بالقوات البرية من الجهات الثلاث وبدأ بقصفها بالمدفعية. وساعده بالقصف من جهة البحر سفن عبد الله الصباح التي وصلت قبل يوم واحد إلى رأس تنورة. ولم يشترك الإسطول العثماني في قصف المدينة، والسبب في ذلك هو التزام الباب العالي مع بريطانيا بعدم استخدام اسطوله في إحداث ما يعكر صفو السلم البحري في الخليج، أما الكويت فكانت في حل من ذلك الالتزام، وهذا الذي يبرر تقاضي الكويت مبالغ باهظة من الدولة العثمانية لقاء اشتراكها في هذه الحملة. وبعد ثلاث ساعات من القصف المتواصل تمكنت الحملة من دخول المدينة بعد ان فر قائد حاميتها السعودي إلى الدمام، وكان ذلك يوم 3 يونيو 1871م. وقيل أنه أسر ونقل إلى بغداد عبر الباخرة «بورصة». أما الجيش العثماني الذي ما إن فرغ من الاستيلاء على المدينة ومخازن العتاد والذخيرة حتى قام قائدها بقراءة إعلان إلى الأهالي من الباب العالي:
- تعتبر نجد وملحقاتها جزءا من الدولة العثمانية، تمامًا كما هو الحال في العراق واليمن ومصر.
- أن سبب الحملة هو تمرد «سعود» على أخيه «عبد الله» المعين قائمقام عثماني للبلاد، وأن هدف الحملة هو إعادته للسلطة.
- سيصدر عفو عام عن سعود واتباعه إذا استسلم واعتذر عما بدر منه من سوء تصرف.
- إذا رفض سعود الانصياع فستقوم القوات العثمانية بتدميره مع أتباعه، وكل من يقدم إليه المساعدة.[48]

وكان مدحت باشا قد أرسل تلغراف إلى نافذ باشا يوم 2 يونيو مبينًا قلق بغداد من سير العمليات، وأن الولاية غير مرتاحة من بطئ وصول المعلومات. فرد نافذ باشا يوم 4 يونيو موضحًا أن تأخر نقل المعلومات كان للأسباب التالية: أن عبد الله الصباح غادر الكويت ووصل رأس تنورة في اليوم الرابع متأخرًا بسبب سوء الأحوال الجوية، وأن أخيه مبارك الصباح الذي تحرك من البر برفقة فرسان المنتفق وعنزة قد جرى اعتراضه من قبل عشائر مطير، فاضطر للرجوع لزيادة عدد قواته. وهكذا فمن غير المنتظر أن تصل البواخر عبر البحر والفرسان عبر البر في الوقت المحدد.

### الزحف نحو الدمام
في يوم 4 يونيو تحركت أربع قطع مدفعية وطابوران مشاة بقيادة ميرلواء حمدي باشا نحو الدمام، وفي طريقهم وصلوا قلعة عنك ليلاً، وهي تبعد مسافة ساعة عن القطيف، فقامت الحامية السعودية بإطلاق نيران مدافعهم على مقدمة الجيش، ولكن عندما شاهدوا حجم القوات العثمانية عرضوا الاستسلام، وأعطوا الأمان. فدخل العثمانيون القلعة واستولوا على مدافعها الثلاثة وعلى كميات كبيرة من الذخيرة، ثم توجهوا إلى قلعة الدمام. وعندما علم «عبد العزيز بن سعود» باقتراب العسكر هرب ليلاً، فوصل العسكر الدمام حيث ضربوا عليها حصارًا، وأرسلوا إلى طحنون رجل سعود في قلعة الدمام طالبين منه تسليم القلعة وإطلاق سراح محمد بن فيصل، فأطلق سراحه وسلم القلعة، فسقطت المدينة دون مقاومة يوم 5 يونيو. وبعد الاستيلاء على المدينة وجد العثمانيون فيها أحد عشر مدفعًا وكميات كبيرة من الذخيرة، ووجدوا أن المدينة محصنة بثلاث خطوط دفاعية قوية، ويبدو أن قائد الحامية أدرك أن قدرة القوات العثمانية تفوق قدرته، وأنه لا جدوى من الدفاع بعدما رأى ما حصل في القطيف وآثر الاستسلام. وبعدها وضع العثمانيون حامية تتكون من سريتين من الجنود، وفي 7 يونيو عاد الباقي إلى القطيف مصطحبين معهم محمد بن فيصل الذي سجن في الدمام في أعقاب معركة جودة سنة 1870. وقد أرسل نافذ باشا برقية إلى والي بغداد يفيد فيها بالاستيلاء على القطيف عنوة، بينما جرى الاستيلاء سلمًا على قلاع الدمام وعنك ودارين وتاروت، وهي قلاع بها أبراج وحوالي خمسين مدفعًا وكميات كبيرة من السلاح والعتاد، وعرضت القرى المجاورة الطاعة وقدم شيوخ ثمان عشائر الطاعة وأعطوا جميعًا الأمان، وأنه لم يعد هناك خطر في القطيف والمناطق المجاورة لها. وكانت خطة العثمانيين أن يركزوا وجودهم على الساحل حتى يحافظوا على خطوط مواصلاتهم، ومن بعدها ينطلقون إلى الداخل نحو الهفوف والرياض. وكان سعود يرمي إلى استدراج القوات العثمانية إلى داخل البلاد حيث الصحراء، حيث العمل مع اتباعه من العجمان يكون أكثر سهولة من مواجهة في معركة مباشرة مع العثمانيين على الساحل.

### الهفوف
في بداية يوليو بدأت القوات العثمانية تزحف نحو الهفوف عاصمة الإقليم، وقد استغرق الطريق معهم أكثر من أسبوعين رغم عدم وجود مقاومة عنيفة، إلا أن الشمس المحرقة كانت تعوق تقدمهم، وكذلك الأمراض التي تفشت بين الجنود خاصة الملاريا والكوليرا الذي فتك بحوالي 400 جندي منهم، وكان حوالي 1000 جندي قد أصيب بالمرض من مجموع القوات الزاحفة نحو واحة الأحساء والتي قدرت بحوالي 2500 رجل، ولم يكن الجنود الذين ظلوا في حاميات القطيف والدمام بأحسن حال، إذ تفشى المرض بينهم أبضًا. ومهما يكن من الأمر فقد وصلت طلائع القوات الزاحفة إلى مشارف الهفوف فقام القائد العثماني بتوجيه إعلانًا لأهالي المدينة مشابها لذلك الذي أعلنه في القطيف. وقد ادرك السكان أن لا فائدة من المقاومة، حيث الأحوال كانت سيئة، فأتباع سعود من العجمان قد أساؤوا معاملة سكان المدينة عندما سيطروا على الإقليم، بالإضافة إلى انضمام قسم كبير من سكان الواحة من بني خالد إلى القوات العثمانية بعد أن لاحت لهم بارقة امل بعودة ادارة الإقليم إليهم. لذا دخلت القوات العثمانية الهفوف عاصمة إقليم الأحساء بعد أن هرب «فرحان ابن خير الله» نائب سعود منها، وكان ذلك يوم 19 ربيع الآخر 1288هـ/24 يوليو 1871. ولكن بالمقابل بدا أن تقدم الحملة نحو الرياض أصيح شبه مستحيل، لذا فقد قسمت القيادة العثمانية قواتها في المنطقة كالتالي:2500 في الهفوف و500 في القطيف و150 في العقير و250 في مواقع صغيرة الطريق. وبما أن ثلث الجنود كانوا مرضى وغير قادرين على العمل، فقد جندت القيادة التركية 900 من أهالي البلد للعمل معها مقابل ست روبيات في الشهر لكل شخص. ومن ناحية أخرى استمر القتال حول الرياض محتدمًا بين الأخوين عبد الله وسعود، وكانت النتيجة هزيمة عبد الله الذي لجأ إلى المعسكر العثماني في الهفوف.
والملاحظ في منشور نافذ باشا أنه لم يعد السكان بإعادة السلطة إلى الإمام عبد الله، وهو مشابه للإعلان الذي وزعه في القطيف. ويستخلص من ذلك أن السلطة العثمانية حددت للسكان ثلاثة أهداف وهي:
- استعادة سيادة السلطان على المنطقة وصفته الشرعية فيها.
- تحقيق الأمن والأمان في المنطقة.
- إزالة المظالم الواقعة عليهم. وتلك الأهداف الثلاثة تكشف نوايا السلطة العثمانية تجاه الإمام عبد الله.[58]

ولعل سبب تقبل الأهالي للحملة العثمانية هو ما تعرضت له الأحساء خلال الصراع الدامي بين الأخوين عبد الله وسعود، الذي أثر على أمنها واقتصادها نتيجة تعرض اتباع سعود لهم واتلافهم المزروعات ونهبهم الماشية وقتلهم الأهالي إثناء غاراتهم المتكررة عليهم، إضافة إلى طبيعة الشخصية الأحسائية المسالمة والصبورة على الأذى والابتعاد عن التورط في القضايا السياسية قدر الإمكان.

## ما بعد اكتمال الحملة
بعد نجاح الحملة بدا أن موقف العثمانيين العسكري أصبح قويا مقابل ضعف الإمام عبد الله، كما أن قوة سعود قد انكسرت بعد هزيمته أمامهم في معركة الخويرة. بالإضافة إلى موقفهم السياسي الذي ازداد بعد مساندة وتعاطف سكان القطيف والأحساء لهم. لذلك بدأت أعين العثمانيين تتطلع نحو باقي مشيخات الخليج، ولكي يمهد لهذا الأمر أعلن مدحت باشا في جريدة الزوراء الرسمية في بغداد في الشهر السابق للتقدم نحو قطر أنه لا يوجد في نجد مشيخات أو قبائل مستقلة، وان هناك ثمان بلدان تابعة لنجد منها الشارقة ودبي وأبوظبي وقطر والبحرين، فاحتجت السلطات البريطانية على هذا الإعلان، وطلب حاكم الهند من هربرت إبلاغ مدحت باشا أن معالجة مثل هذه القضايا تسوى بين الباب العالي ولندن، إلا أن مدحت باشا تجاهل الأمر. عمومًا ففي أغسطس 1871م تلقى مدحت باشا تهنئة من الصدر الأعظم عالي باشا على نجاح حملته على الأحساء، كما تلقى من السلطان سيفًا مرصعًا نقشت عليه كلمة «نجد».

### التطلع إلى قطر
لم تكد الحملة العثمانية تتوقف عند الهفوف حتى تطلع قائدها نافذ باشا إلى قطر، فبعث إحدى سفنه إلى هناك ترافقها سفينة كويتية يقودها الشيخ عبد الله بن صباح لإقناع حاكم قطر الشيخ محمد بن ثاني بالاعتراف بسيادة العثمانيين، إلا أنه لم بكن راغبًا في الخضوع لهم على عكس ولده الشيخ جاسم (الذي يساعد والده في الحكم لكبر سنه) الذي رحب بمجيء الأتراك لمساندته في مقاومة الضغط الأجنبي، فقام برفع العلم العثماني على سارية بيته في البدع (الدوحة) في حين احتفظ الشيخ محمد آل ثاني بعلم الهدنة البحرية. فأثارت تلك التحركات حفيظة الإنجليز، خصوصًا عندما رافقت تلك التحركات تزايد عدد الأسطول العثماني في الخليج، فأعاد العثمانيون تأكيدهم للإنجليز بأنهم لا يتطلعون إلى أي من المشيخات العربية التي ترتبط بمعاهدة مع الإنجليز، إلا أن من حقهم التمسك بسيادتهم على نجد التي تمتد لتشمل قطر وغيرها مثل أي جزء يقع في نطاق الدولة العثمانية. أما الإنجليز الذين يدعون بأن قطر جزء من البحرين حسب اتفاق عقدوه مع الشيخ محمد نهاية 1868م يقضي بدفعه مبلغ 8000 ريال لشيخ البحرين، فقد أرسلوا سفينة إنجليزية تطالب بدفع المبلغ. فرد عليهم شيوخ قطر قائلين:«نحن الآن في ظل هذا العلم الذي يرفرف لا نعترف بأي أحد آخر»، ولم يعطوا الجزية. فاحتجت ولاية بغداد لدى القنصلية البريطانية، وطلبت منها توضيح. فرد الإنجليز بأن هذه الحادثة لم تقع وأنكروا الأمر كله. لذلك قرر نافذ باشا لتأكيد الوجود العثماني في قطر بإرسال قوة عسكرية قوامها مئة جندي وضابطين مسلحين بمدفع ميدان كبير، قاد القوة الشيخ عبد الله الصباح، وصلت القوة ميناء البدع على متن السفينة آشور وبرفقة قطع بحرية أخرى في يناير 1872، واستقرت في قلعة البدع.

### الاتصال بحاكم البحرين
بعد قطر توجه الأتراك بأنظارهم صوب البحرين، خاصة وأنهم قد أبلغوا الإنجليز مسبقًا بأن «البحرين جزء لا يتجزأ من نجد»، فركب مدحت باشا السفينة بابل في القطيف واتجه نحو البحرين مصطحبًا معه السفينتين الحربيتين «الإسكندرية» و«لبنان». إلا أن إسطولًا إنجليزيًا من أربعة سفن حربية بقيادة الكولونيل بيلي كان يتعقبه، لذا عدل الباشا عن رحلته وأرسل قائد إسطوله «عارف بك» موفدًا عنه إلى البحرين يوم 22 نوفمبر، حيث اتفق مع شيخها عيسى بن علي آل خليفة على أن تسمح البحرين للأسطول العثماني بالرسو فيها والتزود بالماء العذب، وأعطاهم قطعة أرض لبناء مستودع للفحم اللازم لتزويد السفن العثمانية في الخليج. بالإضافة إلى ذلك فقد رفع الشيخ عيسى الحصانة عن سعود بعدما كان يأويه ويحميه، حيث أعلن بعد تلك الزيارة بأنه لن يدعم سعود وسيبقى على الحياد بمشاكل نجد القائمة. ولكن من جهة اخرى اتصل «آرجيل» وزير الدولة البريطاني بمسؤولي الحكومة العثمانية لبعثوا بتعليماتهم إلى مدحت باشا كي يصرف نظره عن البحرين، فاستجاب هؤلاء لذلك وأبلغوا أليوت السفير البريطاني في الأستانة بأن البحرين ستترك على حالها ولن يمسها سوء.

### وصول الإمام عبد الله ثم هروبه
بعد أن استولى سعود على الرياض فر عبد الله إلى الأحساء ولجأ إلى المعسكر العثماني فالتقى بنافذ باشا الذي كان قد أرسل إليه مسبقًا ليسلمه الأحساء، فاعتذر عبد الله عن تأخره في الوصول للمعسكر متذرعُا بعدم أمن الطريق، وقد استقبله نافذ باشا بإجلال واحترام. ومع ذلك فقد أثار وصوله مخاوف الأهالي من احتمال عودة النزاع مع أخيه، لذا فقد التقى زعماء الأهالي مع نافذ باشا وبحضور الإمام عبد الله بن فيصل نفسه، وصارحوهما وهددوا أنه في حال عودة النزاع إلى بلادهم فإن أعدادًا كبيرة من السكان سيهاجرون. وهذا الموقف الحرج الذي ظهر فيه الإمام عبد الله أثناء الاجتماع قد أثار استياؤه الشديد. بالإضافة إلى ذلك جاءه أحد المقربين من نافذ باشا وأخبره أن مدحت باشا قد وصل العقير وهو يريد القبض عليك ويرسلك إلى بغداد، وقد التزم بذلك للدولة، فإن قدرت على الهرب فافعل، فأدرك خلالها نوايا العثمانيين الحقيقية، وأنهم لم يأتوا لمساعدته وإنما لوضع البلاد تحت سلطتهم الفعلية. فاستأذن الإمام القائد التركي في الخروج إلى عين نجم للاستجمام والاستحمام، فأذن له، فأرسل إلى بعض رجاله أن يحضر له جملة من المطايا في جبل أبو غنيمة. فخرج هو وابنه تركي وأخوه محمد ومعهم ثلاثة من الحرس لحمايته، ولما أصحروا جعلوا يتطاردون على خيولهم ويبتعدون شيئا فشيئا حتى غابوا عن نظر الحرس وغشيهم الليل. ولما يئس منهم الحرس رجعوا إلى الهفوف وأخبروا القائد بهربهم، أما عبد الله ومن معه عندما وصلوا الجبل المذكور وجدوا الركائب هناك ففروا بها من فورهم إلى الرياض التي طرد أهاليها أخوه سعود. ولما أسقط في يدي نافذ باشا هروب عبد الله كظم غيظه الشديد وحاول مرارًا مراسلته وإقناعه بالعودة إلى الأحساء، ولكن كان عبد الله يرفض في كل مرة تلك الدعوات معبرًا عن رفضه منصب المتصرف على الأحساء.

## قدوم مدحت باشا إلى الأحساء

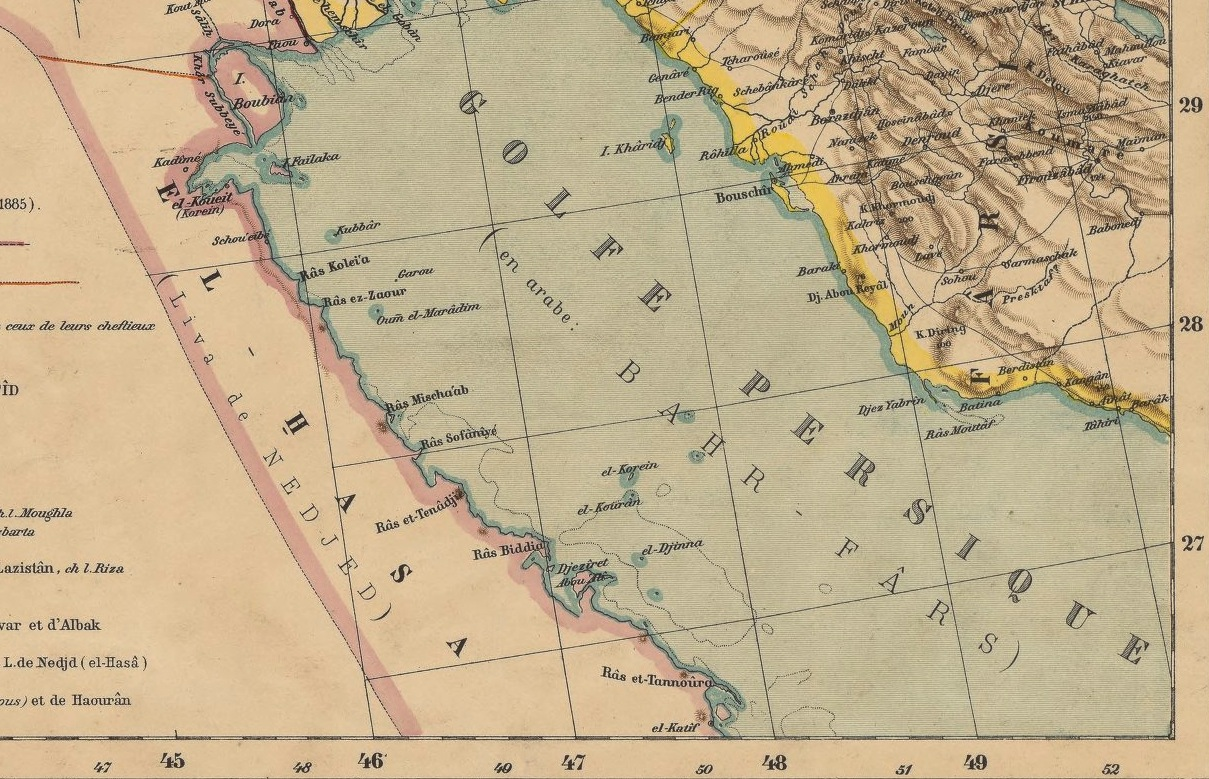
لواء نجد

ألح نافذ باشا على الوالي مدحت باشا ضرورة الحضور إلى الأحساء بعد أن تمت الهيمنة على المنطقة، وذلك لحاجة نافذ باشا إلى رأي الوالي حول الوضع في المنطقة وكيفية معالجة مشاكلها من خلال مايشاهده ويلمسه على الطبيعة، كما ان حضور الوالي قد يفيد في طمأنة الأهالي ورفع معنويات قوات الحملة. وتحت إلحاح نافذ ياشا
غادر مدحت باشا بغداد يوم السبت 18 شعبان 1288هـ/28 أكتوبر 1871م مصحوبًا بطابورين من العساكر وشحن بالبواخر كميات كبيرة من الذخائر والمؤن لنقلها إلى العسكر المرابط في الأحساء، فوصل إلى راس تنورة في بداية نوفمبر، حيث قرر بناء مخزن للفحم وصومعة للمؤن وعدد من مجموعات حراسة في رأس تنورة، كما استبدل عددًا كبيرًا من العساكر الذين أصيبوا بالأمراض بالعساكر الذين جلبهم معه، ونقل المرضى إلى بغداد. وبعدها توجه إلى القطيف ومنها إلى العقير حيث رست سفينته، ثم اتجه برًا إلى الهفوف التي وصلها يوم 9-10 نوفمبر. وعنما علم بهروب عبد الله بن فيصل أرسل إليه بعدة رسائل يدعوه فيها إلى مقابلته وعرض عليه أن يعينه قائمقام الرياض وقدم إليه 3 آلاف قرش سنويًا ويسلخ عنه الأحساء. ولكن عبد الله رفض، وعرض على العثمانيين عرضُا وسطًا، حيث أبدى استعداده لدفع الضريبة السنوية مقابل اعتراف السلطان بإمامته، كما أصر على أن تعود إليه جميع ممتلكات أبيه إليه، وأن لا يكون تابعًا مجردًا من السلطة. ولكن ذلك لم يكن يعجب مدحت، فاتخذها ذريعة لتحقيق هدفه الحقيقي من الحملة، ألا وهو إعادة الأحساء إلى السيادة العثمانية المباشرة، فأصدر أوامره بإنهاء حق عبد الله والسعوديين في السيادة على الأحساء. وبدأ بإقرار بعض التنظيمات الإدارية الكفيلة باستمرار تلك السيادة في المنطقة. فوضع نظام إداري تكون الأحساء بموجبه متصرفية حملة إسم «لواء نجد»، وارتبطت إداريا بولاية بغداد وعين قائد الحملة نافذ باشا متصرفًا للواء. وقسم اللواء إلى ثلاثة أقضية وهي الهفوف والقطيف وقطر. والهفوف هي مركز اللواء ومكان إقامة المتصرف، ويعد قضاء القطيف مركز تمويل للأقضية الأخرى.
ثم غادر مدحت باشا الأحساء يوم 16 شوال 1288هـ/28 ديسمبر 1871م بعد أن بقي فيها حوالي الشهرين، وأخذ معه الجنود المرضى والجرحى من حامية الأحساء، كما عادت العشائر التي ساهمت بالحملة إلى مراكزها وديارهم. وهذا مما أضعف من القوة العثمانية، وتجميد الحملة إلى الحدود التي بلغتها في عهده، وقد قدر تعداد قوات الحملة في أغسطس 1871م ب 3400 مقاتل توزعوا في الهفوف والقطيف والعقير، وثلثهم كان مريضا.

## النتائج السياسية من ضم الأحساء للدولة العثمانية
تأثرت نجد تأثرًا كبيرًا بعد ضم الأتراك للأحساء، لأنه وضع كل الطرق المؤدية من البحر إلى وسط الجزيرة العربية تحت سيطرة العثمانيين عدا طريق الكويت. وهكذا تحكم الباب العالي في نجد. ويجب أن نلاحظ هنا أنه لا يمكن تدعيم احتلال العثمانيين للأحساء إلا عن طريق البحر، وهذا مما جعلهم أكثر عرضة للخطر في مواجهة الدول البحرية عما كانت عليه من قبل. وقد حاول الأمير عبد الله في غير مرة ترتيب تسوية صورية مع أخيه سعود لمواجهة العثمانيين، ولكن تلك التسويات تنهار دائمًا بسبب غدر عبد الله ومهاجمته للقبائل الموالية لسعود مثل شمر والعجمان، كما أن سعود قد شتت قوته التي يجب أن يحتفظ بها في منازعات مع قبائل صغيرة مجاورة.

## الملاحظات
1. ↑  لم تذكر المصادر عن الكيفية التي حصل بها الخديوي على معلوماته، حتى نوار ومعه نخالة وقعا في الخطأ نفسه عندما أشارا إلى أن الخديوي إسماعيل عرف بذلك من خلال الرسالة التي بعثها الإمام عبد الله إليه، في حين أن مضمون الرسالة يحوي وقائع بعد استيلاء العثمانيين على الأحساء.[18]